# Mars 1818

## Événements
- 12 mars, France : loi Gouvion-Saint-Cyr qui réorganise l'armée française. Le recrutement se fait par engagements volontaires avec maintien d’une conscription réduite en cas d’insuffisance d’effectifs. Le service est de six, puis de sept ans, tempéré par la pratique du tirage au sort d’un contingent annuel de 60 000 hommes et du remplacement à prix d’argent. Les officiers doivent avoir servi deux ans comme sous-officiers ou bien sortir d’une Ecole militaire dans laquelle on entre sur concours.

- 16 mars, campagne du Centre : défaite des patriotes vénézueliens de Simón Bolívar à la bataille de La Puerta[1].

- 21 mars : l’armée animiste de Da Diarra, roi de Ségou, est mise en déroute à Noukouma par les troupes d’Amadou Hammadi Boudou qui mettent fin à la puissance bambara au Macina[2]. Début du royaume Peul du Macina (fin en 1861) : Amadou se proclame indépendant et conclut une alliance avec le roi du Sokoto Usman dan Fodio, qui lui accorde le titre de cheikh et qui approuve la guerre sainte menée contre les Bambara animistes (1810 ou 1818). Amadou Cheikhou, qui a installé sa nouvelle capitale à Handallahi (1821), chasse les ardo (chefs) peul animistes restés fidèles au roi bambara puis occupe Djenné[3].

- 22 mars : Sir Raffles arrive à Bencoolen (Bengkulu) au sud-ouest de Sumatra, capitale des établissements britanniques en Insulinde, dont il a été nommé gouverneur le 15 octobre 1817[4]. Il refuse de céder Padang aux Hollandais, occupe Palembang, s’efforce de tenir les positions stratégiques du détroit de la Sonde, assaille le gouvernement de ses protestations de ce qu’il considère comme une trahison des intérêts coloniaux du Royaume-Uni.

- 27 mars (15 mars du calendrier julien) : le premier Sejm (assemblée) du royaume de Pologne s’ouvre dans un climat de confiance entre le tsar et les Polonais[5]. Alexandre Ier de Russie promet la libéralisation de la vie politique et des liens étroits entre le royaume et les gubernias russes ex-polonaises. L’espoir d’une réunification renaît, mais les conservateurs, qui dominent l’assemblée, imposent le rétablissement de la censure en 1819[6].

## Naissances
- 11 mars : Henri Sainte-Claire Deville (mort en 1881), chimiste français.
- 13 mars : « El Chiclanero » (José Redondo Rodríguez), matador espagnol († 28 mars 1853).

## Décès
- 25 mars : Caspar Wessel (né en 1745), mathématicien danois et norvégien.